# 釜谷 (石巻市)
釜谷（かまや）は、宮城県石巻市にある大字である。旧桃生郡河北町釜谷、桃生郡大川村釜谷、桃生郡釜谷浜に相当する。郵便番号は986-0111。住民基本台帳に基づく人口は47人、世帯数は20世帯（2025年4月30日現在）。

## 地理
石巻市の北東部、河北地域の東部に位置しており、北上川の河口に近い。東で長面、東南で雄勝町雄勝、西南から西にかけて針岡、西から西北にかけて北上町橋浦、北で北上町十三浜と接する。また、域内は川に沿って水田が開けている。

### 小字
仙台法務局石巻支局の「石巻市登記所備付地図データ」（2024年10月5日時点）、デジタル庁公表のアドレス・ベース・レジストリの「宮城県町字マスターデータセット」（2024年8月13日時点）、東北運輸局公表の「東北運輸局宮城運輸支局住所コード表」（2024年11月1日時点）によれば、釜谷の小字は以下の通りである。
| 町・字 | 町・字     | 出典         | 出典   | 出典 |
| 大字   | 小字       | 町字マスター | 運輸局 | 登記 |
| ------ | ---------- | ------------ | ------ | ---- |
| 釜谷   | 字一本杉   | ○            | ×      | ○    |
| 釜谷   | 字壱本松   | ○            | ×      | ×    |
| 釜谷   | 字隠居山   | ○            | ×      | ×    |
| 釜谷   | 字下肴川   | ○            | ×      | ×    |
| 釜谷   | 字下山根   | ○            | ×      | ○    |
| 釜谷   | 字蟹瀬     | ○            | ×      | ×    |
| 釜谷   | 字釜谷崎山 | ○            | ×      | ×    |
| 釜谷   | 字起谷前   | ○            | ×      | ×    |
| 釜谷   | 字元下道   | ○            | ×      | ×    |
| 釜谷   | 字高地     | ○            | ×      | ○    |
| 釜谷   | 字才助     | ○            | ×      | ×    |
| 釜谷   | 字肴川土外 | ○            | ×      | ×    |
| 釜谷   | 字山根     | ○            | ○      | ○    |
| 釜谷   | 字山崎     | ○            | ×      | ×    |
| 釜谷   | 字七ケ入山 | ○            | ○      | ○    |
| 釜谷   | 字初谷前   | ○            | ×      | ×    |
| 釜谷   | 字小松     | ○            | ×      | ○    |
| 釜谷   | 字小浜     | ○            | ○      | ○    |
| 釜谷   | 字小浜山   | ○            | ×      | ×    |
| 釜谷   | 字上下道   | ○            | ×      | ×    |
| 釜谷   | 字上野     | ○            | ○      | ○    |
| 釜谷   | 字新右エ門 | ○            | ×      | ×    |
| 釜谷   | 字新町裏   | ○            | ○      | ○    |
| 釜谷   | 字深根場   | ○            | ×      | ×    |
| 釜谷   | 字甚平     | ○            | ×      | ×    |
| 釜谷   | 字西宮山   | ○            | ○      | ○    |
| 釜谷   | 字尖       | ○            | ○      | ×    |
| 釜谷   | 字川前     | ○            | ○      | ○    |
| 釜谷   | 字素座菜   | ○            | ×      | ×    |
| 釜谷   | 字大松     | ○            | ×      | ○    |
| 釜谷   | 字大松下   | ○            | ×      | ×    |
| 釜谷   | 字大谷地   | ○            | ×      | ○    |
| 釜谷   | 字谷地中   | ○            | ○      | ○    |
| 釜谷   | 字町裏     | ○            | ○      | ×    |
| 釜谷   | 字長岩     | ○            | ×      | ○    |
| 釜谷   | 字長石     | ○            | ×      | ×    |
| 釜谷   | 字長石下山 | ○            | ×      | ○    |
| 釜谷   | 字鳥小瀬   | ○            | ×      | ×    |
| 釜谷   | 字天神山   | ○            | ○      | ○    |
| 釜谷   | 字土屋清水 | ○            | ×      | ×    |
| 釜谷   | 字道宿田   | ○            | ×      | ×    |
| 釜谷   | 字入釜谷   | ○            | ×      | ○    |
| 釜谷   | 字韮島     | ○            | ○      | ○    |
| 釜谷   | 字馬川     | ○            | ×      | ○    |
| 釜谷   | 字馬渡     | ○            | ×      | ×    |
| 釜谷   | 字琵琶首   | ○            | ×      | ×    |
| 釜谷   | 字明神山   | ○            | ×      | ○    |
| 釜谷   | 字明神前   | ○            | ×      | ×    |
| 釜谷   | 字龍徳     | ○            | ×      | ×    |
| 釜谷   | 字榧ノ脇   | ○            | ×      | ○    |

## 歴史
釜谷地区は旧大川村の中心集落であり、海・川・山に囲まれた釜谷の地は自然の恵みが豊かな地であった。
北上川河口周辺一帯は東日本大震災で壊滅的な被害を受ける以前から、度々津波の被害を受けていたことがあり、869年の貞観地震や1611年の慶長地震、1896年の明治三陸地震などがその例であるが、河口から4km以上離れた内陸の釜谷地区における具体的な被災状況は記録に残っていない。
石巻市の行政区域として成立したのは2005年4月1日で石巻市の成立に伴って、桃生郡河北町釜谷（1955年3月21日成立）から移管された。

## 施設
- 旧石巻市立大川小学校：震災で多くの児童が犠牲になった。
- 長面排水機場

## 交通

### 道路・橋梁
- 国道398号
- 宮城県道30号河北桃生線
- 宮城県道238号釜谷大須雄勝線
- 新北上大橋
- 釜谷トンネル：1987年に完成[9]

### バス
- 河北地区住民バス大川コース
- 雄勝地区住民バス・大須三区線（入釜谷バス停で乗降可能）

## 学区
域内の児童は石巻市立二俣小学校・石巻市立河北中学校に進学する。

## 人口
2025年（令和7年）4月30日現在の世帯数と人口は以下の通りである。
| 大字 | 小字       | 世帯数 | 人口 |
| ---- | ---------- | ------ | ---- |
| 釜谷 | 字七ケ入山 | 4      | 5    |
| 釜谷 | 字小浜     | 1      | 1    |
| 釜谷 | 字新町裏   | 1      | 1    |
| 釜谷 | 字天神山   | 12     | 37   |
| 釜谷 | 字西宮山   | 1      | 2    |
| 釜谷 | 字韮島     | 1      | 1    |
| 合計 | 合計       | 20     | 47   |

## 東日本大震災
釜谷での東日本大震災の震度は概ね6弱であったと推測され、押し寄せた津波の高さは約10mで、域内の犠牲者は179人で2m以上が浸水した。
また、域内の世代・男女別の犠牲者・死亡率は以下の通りである。
| 世代と性別 | 犠牲者 | 死亡率 | 当時の人口 |
| ---------- | ------ | ------ | ---------- |
| 男性       | 71     | 31.84% | 223        |
| 女性       | 108    | 44.44% | 243        |
| 15歳未満   | 27     | 55.10% | 49         |
| 15 - 64歳  | 68     | 24.55% | 277        |
| 65歳以上   | 84     | 60.00% | 140        |
| 合計       | 179    | 38.41% | 466        |

ちなみに、この38.41%という死亡率は概ね5人に2人が犠牲となったことになり、東日本大震災の被災地全体において、国勢調査の集計単位地区別では最悪の死亡率となった（2位は福島県相馬市磯部字芹谷地の28.13%）。1960年のチリ地震津波では、釜谷地区に津波が到達しなかったため、宮城県の作成した宮城県沖地震の津波の到達する可能性が低いとされ、域内の住民の中では、「ここまで（津波が）来るとは誰も思わなかった」という声が多く、津波に対する危機意識が欠けていたことが被害が深刻になったことの一因とされる。
また、小字の犠牲者・死亡率は以下の通りである。
| 小字     | 犠牲者 | 死亡率 | 当時の人口 | 昼間人口 | 昼間人口に対する死亡率 |
| -------- | ------ | ------ | ---------- | -------- | ---------------------- |
| 字韮島   | 105    | 47.3%  | 222        | 173      | 60.7%                  |
| 字新町裏 | 49     | 44.6%  | 110        | 86       | 57.0%                  |
| 字谷地中 | 21     | 43.8%  | 48         | 37       | 56.8%                  |